# 松崎一 (物理学者)
松崎 一（まつざき はじめ、1917年4月30日 - 2011年2月16日）は、日本の物理学者。旧制松本高等学校、信州大学で長く教鞭を執り、後には松商学園短期大学学長を務めた。

## 生涯
1917年、長野県更級郡稲荷山町（現在の千曲市の一部）に生まれた。実家はメリヤス製造業を営んでいた。旧制屋代中学校、旧制松本高等学校理科甲類を経て、1938年に東京帝国大学理学部物理学科に学んだ。
1942年、松崎の卒業と入れ替わりに松本高等学校校長となっていた桑木彧雄（物理学者・科学史家）に招かれ、松崎は母校に教員として戻ることになる。同時期に、召集され金沢へ赴くが、健康状態を理由に即日帰郷となり、松高に着任した。
松高では、物理の教鞭を執り、また、自宅に押し掛ける学生を相手に個人教授にあたるなどした。松高で学生のひとりであった北杜夫のエッセー『どくとるマンボウ青春記』には、松崎が実名で言及されており、物理の試験の答案に詩を書き綴ったところ合格点に1点足りない点数が付けられたことや、宿直として寮にやって来た松崎から、試験の出題範囲を聞き出そうとしたエピソードなどが記されている。
1949年、新制大学として発足した信州大学文理学部の所属となり、1966年からは新たに発足した教養部で教鞭を執った。信州大学では図書館長、教養部長を務めた。1983年、信州大学を定年退職して松商学園短期大学学長となり、1993年までその職にあった。
晩年は、旧制高等学校記念館にしばしば通い、ボランティアでガイドをしていた。勲三等旭日中綬章。